# Cratere D'Arrest (Fobos)
D'Arrest è un cratere d'impatto presente sulla superficie di Fobos, il satellite più interno di Marte.
Il cratere si estende tra i 34°S e i 44°S di latitudine e tra i 174°W e i 184°W di longitudine, con un diametro di circa 2 km.
Il cratere è dedicato all'astronomo tedesco Heinrich Louis d'Arrest al pari di un cratere lunare.